# Uto (romanzo)
Uto è l'ottavo romanzo di Andrea De Carlo, pubblicato nel 1995 in Italia da Bompiani. Racconta la storia dell'omonimo protagonista che, in seguito al suicidio del patrigno, viene mandato a passare un po' di tempo da una famiglia di amici negli Stati Uniti, presso una comunità dedita alla ricerca spirituale e all'assistenza reciproca. Il giovane Uto Drodemberg, insofferente e scontento, ha sulla famiglia e sulla comunità che lo ospitano l'effetto di un virus, provocando reazioni a catena.

## Personaggi principali
- Uto Drodemberg: è il protagonista del romanzo. Ha 19 anni e viene mandato a Peaceville dopo la morte del suo patrigno. Pianista di doti notevoli, ha un carattere ribelle, scontroso, narcisista e anticonformista. Si osserva e si racconta dal di fuori, ora con estremo realismo, ora come l'eroe di un romanzo d'avventura, ora come il protagonista di un'opera teatrale.
- Vittorio Foletti: è il padre di famiglia, pittore di discreto successo. Ha una figlia, Nina, avuta da una relazione precedente. Dopo l'incontro con Marianne ha intrapreso la vita spirituale a Peaceville, abbandonando alcol, donne e droga per concentrarsi nel costruire un nido di buoni sentimenti fuori dal mondo. Il suo carattere si porrà in seguito in forte contrasto con quello di Uto, che riporterà a galla istinti sopiti difficili da controllare.
- Marianne Foletti: è colei che ha convinto Lidia, la madre di Uto, a mandarlo in America. Per sua volontà Vittorio si è trasferito a Peaceville e ha intrapreso la vita spirituale. Ha origini tedesche e ha avuto un figlio, Jeff-Giuseppe, col suo primo marito. Nel romanzo viene definita da Uto “bella donna instabile di trentanove anni”.
- Jeff-Giuseppe: è il figlio quattordicenne di Marianne. La sua personalità è schiacciata da Vittorio, che lo trascina in ogni suo lavoro, e da Marianne, che continua a trattarlo come un bambino anche se è ormai quasi un adolescente. Uto, che agli occhi di Jeff-Giuseppe è un modello suggestivo, lo spinge poco alla volta verso la ribellione.
- Nina: è la figlia sedicenne di Vittorio. Non ha una vita sociale, in quanto vive nella sperduta comunità in mezzo ai boschi di Peaceville, e, forse anche per questo, è anoressica. Durante il romanzo svilupperà un particolare rapporto con Uto, con conseguenze imprevedibili.
- Lo Swami: è il guru indiano, capo religioso della comunità spirituale di Peaceville. All'arrivo di Uto è molto malato, ma già dal primo incontro con il ragazzo, ne ha una buona impressione, malgrado le apparenze.
- Lidia, Riccardo e Antonio: sono i componenti della famiglia di Uto: la madre Lidia ha divorziato dal primo marito e si è risposata con Antonio. Riccardo è quindi il fratellastro di Uto.

## Trama
La situazione da cui prende avvio la vicenda è il suicidio di Antonio, secondo marito della madre di Uto, che fa esplodere il palazzo in cui abita con una fuga di gas volontaria. Riccardo, fratellastro di Uto, lo incolpa dell'accaduto, e i loro rapporti si logorano. La madre Lidia decide quindi, su invito dell'amica Marianne, di mandare per qualche tempo Uto negli Stati Uniti, per liberargli la mente dai tragici eventi. Appena atterrato nel Connecticut, però, Uto si trova ad avere a che fare con una famiglia di cui non condivide lo stile di vita all'insegna della “armonia perfetta”, senza litigi o incomprensioni. Il suo look da ragazzo ribelle, completamente vestito di pelle nera, e con addosso sempre gli occhiali da sole, si contrappone in maniera evidente allo stile dei Foletti che, ispirati dallo Swami, indossano sempre limpidi abiti chiari con tonalità color pesca o albicocca.
Subito dopo il suo arrivo si presenta l'occasione per visitare la Kundalini Hall, il "granaio spirituale" dove la gente della comunità si riunisce per ascoltare lo Swami. È la notte di San Silvestro ma, purtroppo, il guru è assente perché malato e i fedeli ascoltano una sua registrazione di qualche tempo prima. Già da questo avvenimento Uto può apprendere qualcosa di più sullo stile di vita della comunità: oltre alle prescrizioni per gli abiti, infatti, ci sono anche restrizioni sul cibo, in quanto non si può mangiare carne, né bere alcol. Col passare dei giorni, Uto si immerge sempre più nell'ambiente di Peaceville, e impara a conoscere i membri della famiglia. Può constatare l'intraprendenza di Vittorio, sempre pronto ad adoperarsi per il bene della comunità, l'apparente felicità perpetua di Marianne, che è sempre pronta ad ascoltarlo, e le personalità dei figli. Per passare il tempo Uto legge i numerosi libri sulla spiritualità che ci sono nella casa della famiglia Foletti. E proprio sulla famiglia Foletti viene informato da Marianne e Vittorio: i due coniugi, infatti, raccontano (in momenti differenti) la loro storia: così Uto viene a sapere che la casa è stata costruita interamente da Vittorio, con le sue mani. Da Marianne, invece, viene a sapere della vita precedente di Vittorio e della sua “purificazione”. Un giorno, Uto va ad aiutare Vittorio in uno dei suoi tanti compiti per la comunità: i due si dirigono a casa di un'altra abitante di Peaceville per liberarle il vialetto dalla neve. Questa circostanza fa riflettere ancora Uto sugli equilibri della comunità, che si aiuta reciprocamente. Una sera Marianne riceve una telefonata: una sua amica l'avvisa di un tramonto bellissimo e tutta la famiglia, Uto compreso, si dirige alla casa del Guru, da cui si gode un panorama stupendo. Proprio lì Uto ha il suo primo incontro con lo Swami, che vede in lui qualcosa di più che un normale ragazzo. Tuttavia non intraprendono un discorso, perché lo Swami è malato, e troppo debole per sostenere una lunga conversazione.

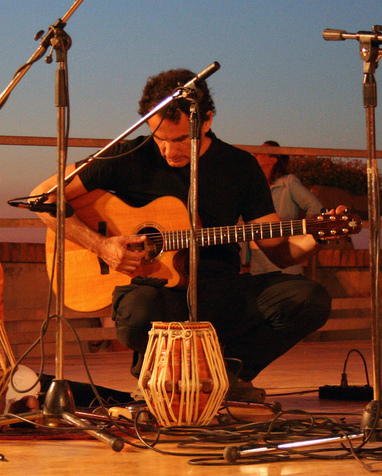
Andrea De Carlo

Qualche giorno dopo Uto inizia ad avere contatti più aperti con Jeff-Giuseppe e Nina. A Jeff-Giuseppe consiglia di essere meno mammone e più libero, di non correre dai genitori appena lo chiamano. Lo stuzzica a suonare il piano con più grinta e forza: Vittorio chiama Jeff-Giuseppe, ma lui non risponde e continua a suonare con impeto il piano. I rapporti con Nina, invece, sono diversi. La ragazza soffre di anoressia e quindi l'approccio di Uto è più cauto. Un giorno vanno insieme a portare del cibo ad una vedova che vive in mezzo al bosco, e qui hanno occasione di parlare e di conoscersi meglio. Una sera Marianne invita lo Swami a cena a casa Foletti e tutta la famiglia è in visibilio per questo importante avvenimento. Con lo Swami arrivano anche assistenti ed altre persone: è il palcoscenico ideale per Uto per dar prova delle sue straordinarie capacità al piano: suona un brano di Čajkovskij, facendo impallidire le precedenti esibizioni di Jeff-Giuseppe, Marianne e di una delle accompagnatrici del guru. Il virtuosismo e la foga di Uto commuovono i presenti, e il guru se ne innamora. Qualche giorno dopo, Uto inizia a parlare con Nina dei suoi problemi con il cibo, della sua anoressia. Per provocarla, le spiega che è volendo si può fare a meno anche delle cose più indispensabili, non solo del mangiare. Per provare la sua teoria, trattiene il respiro, fino al punto di crollare svenuto sul pavimento della cucina. Al suo risveglio trova tutta la famiglia attorno a lui e scopre che Nina, pian piano, ricomincia a mangiare. Questo porta conseguenze che saranno importanti nella rottura dei rapporti familiari: Marianne, comincia a pensare all'arrivo di Uto come a un segno del destino, mentre Vittorio inizia a contrapporsi al ragazzo. Ma il punto cardine dell'insanabile rottura della famiglia si ha quando Vittorio e Uto vanno in città. Vittorio ha bisogno di alcuni prodotti per la casa e Uto lo accompagna. Durante il viaggio di ritorno Uto stuzzica irrimediabilmente Vittorio riguardo a tutte le regole che è obbligato a rispettare e tenta di portarlo a trasgredirle. Dapprima lo porta in un fast food dove l'unico cibo che non contiene carne è un'insalata, poi lo convince ad ordinare e a mangiare due porzioni di pollo fritto e a bere tre bicchieri di birra. Travolto da un irrefrenabile istinto, Vittorio porta Uto in un locale e ordina altro alcol. Qui fa conoscenza con tre ragazze e si scorda completamente della sua “purificazione”, della sua vita priva di conflitti. All'uscita del locale, Vittorio vede tre uomini, conoscenti delle ragazze con cui aveva parlato, che si vantano d'aver ucciso e catturato un cervo. Tutta la sua rabbia repressa viene a galla, e fa scattare una rissa: Vittorio ha la meglio sugli altri ragazzi, poi decide rapidamente di far ritorno a casa. Sulla strada, però, si ferma ancora ad un discount per comprare una bottiglia di whisky. Uto è preoccupato e sente che rischieranno un incidente: infatti la macchina finisce fuori strada. Uto e Vittorio sono illesi, ma parecchio scossi.
Tornati a casa, i rapporti familiari continuano a peggiorare. Jeff-Giuseppe mostra un quasi totale cambiamento, inizia persino a fumare marijuana. Tra Uto e Nina comincia una relazione: mentre s'abbracciano in cucina vengono scoperti da Marianne. Di conseguenza esplode un conflitto tra Marianne e Vittorio: lui rimprovera alla moglie di esaltare a dismisura un ragazzo che ha solo portato danni nella sua famiglia “perfetta”, mentre Marianne ostenta ammirazione verso Uto, attribuendogli il merito per la guarigione di Nina e accusando Vittorio di pregiudizi. Sempre più in crisi, e in preda a un irrefrenabile impulso distruttore Vittorio fa a pezzi le chitarre che aveva costruito con tanto impegno nel suo studio. Qualche giorno dopo, mentre la situazione familiare è in continua mutazione, Uto accompagna Vittorio a tagliare la legna per la signora Hawabani. I due parlano della complessa situazione che s'è creata. Uto si mette a tagliare anche lui la legna, ma scivola e si ferisce a un braccio. Si risveglia in ospedale, con l'intera famiglia Foletti attorno. Il dottor Samuelson lo avvisa che la ferita sul braccio ha colpito anche il nervo e che il braccio è ancora attaccato per miracolo. Inoltre, gli dice che difficilmente riuscirà a usare il braccio nel futuro e che, comunque, non potrà più suonare il piano con la mano sinistra. I rapporti tra Marianne e Vittorio degenerano: lei dà al marito la colpa per l'incidente, lui tenta strenuamente di difendersi. Ormai la situazione è irrecuperabile. Uto torna a casa dopo qualche giorno, con una fasciatura sul braccio sinistro, che non riesce a muovere. A letto, dove passa le giornate, riceve la visita del guru: pochi gesti d'intesa bastano per capirsi. Nina passa molto tempo con il giovane, e il loro legame si rafforza ulteriormente. Un giorno Uto s'accorge di poter muovere i polpastrelli e, dopo qualche esercizio e con un po' di dolore, s'accorge che la sensibilità è parzialmente tornata. Tuttavia decide di tenere segreta questa guarigione. Dopo qualche tutta la famiglia va alla Kundalini Hall per assistere al primo discorso dello Swami dopo tanto tempo, durante il quale il guru chiama sul palco Uto, il quale, all'improvviso, si toglie la fasciatura e inizia a muovere il braccio, dando un senso di miracolo e di commozione a tutti i partecipanti.
Qualche tempo dopo, Uto fa visita al guru, il quale lo accoglie a braccia aperte. I due parlano a proposito del giorno in cui Uto ha manifestato la sua guarigione e il guru lo convince che è una cosa buona non rovinare il senso di commozione che tutti hanno avuto. Ma, proprio mentre parlano, lo Swami si affloscia tra le braccia di Uto. A nulla serve l'aiuto delle assistenti: è morto. Il guru, però, ha voluto apposta Uto a casa sua nel momento della sua morte: infatti Uto diventa il nuovo guru, e prende il posto del vecchio indiano. Non si tinge più i capelli, non porta più gli occhiali da sole, inizia anche lui a vestire abiti chiari e si adatta alle regole della comunità. Nel frattempo continua la relazione con Nina e mantiene buoni rapporti con Marianne e Jeff-Giuseppe. L'unico che non riesce a capire tutto questo è Vittorio, che fa le valigie e torna in Europa, ponendo fine definitivamente alla sua parentesi spirituale a Peaceville. Ma la domanda resta: Uto è cambiato davvero, o sta semplicemente divertendosi a giocare per qualche tempo con un nuovo ruolo?

## Edizioni
- Andrea De Carlo, Uto, Bompiani, 1995,  cap. 32, ISBN 978-88-06-18839-9.
- Andrea De Carlo, Uto, La nave di Teseo, 2018, ISBN 978-88-93-44414-9.

## Riconoscimenti
Nel 1995 il romanzo ha vinto il Premio Nazionale Rhegium Julii, Narrativa.